# Araval
Araval, que significa "Rey Dorado" en la lengua sindarin, es un personaje ficticio perteneciente al legendarium del escritor británico J. R. R. Tolkien. Nacido en el año 1711 de la Tercera Edad del Sol, era un Dúnadan, hijo de Arveleg II de Arthedain.
Tras la muerte de su padre en 1813 TE, Araval le sucedió en el trono, convirtiéndose en el decimotercer Rey de Arthedain.
Renovó la alianza con los Elfos de Lindon e Imladris, y con su ayuda logró derrotar al Reino de Angmar en el año 1851 TE. Intentó repoblar el destruido Reino de Cardolan, pero los espíritus malignos de Angmar y Rhudaur que habitaban ahora en las Quebradas de los Túmulos aterrorizaron a todos los que intentaron establecerse allí.
Araval murió en el año 1891 TE, siendo sucedido por su hijo Araphant.
En escritos anteriores de Tolkien, Araval recibió el nombre de Aravallen o Arvallen.